# Franz Xaver Zettler

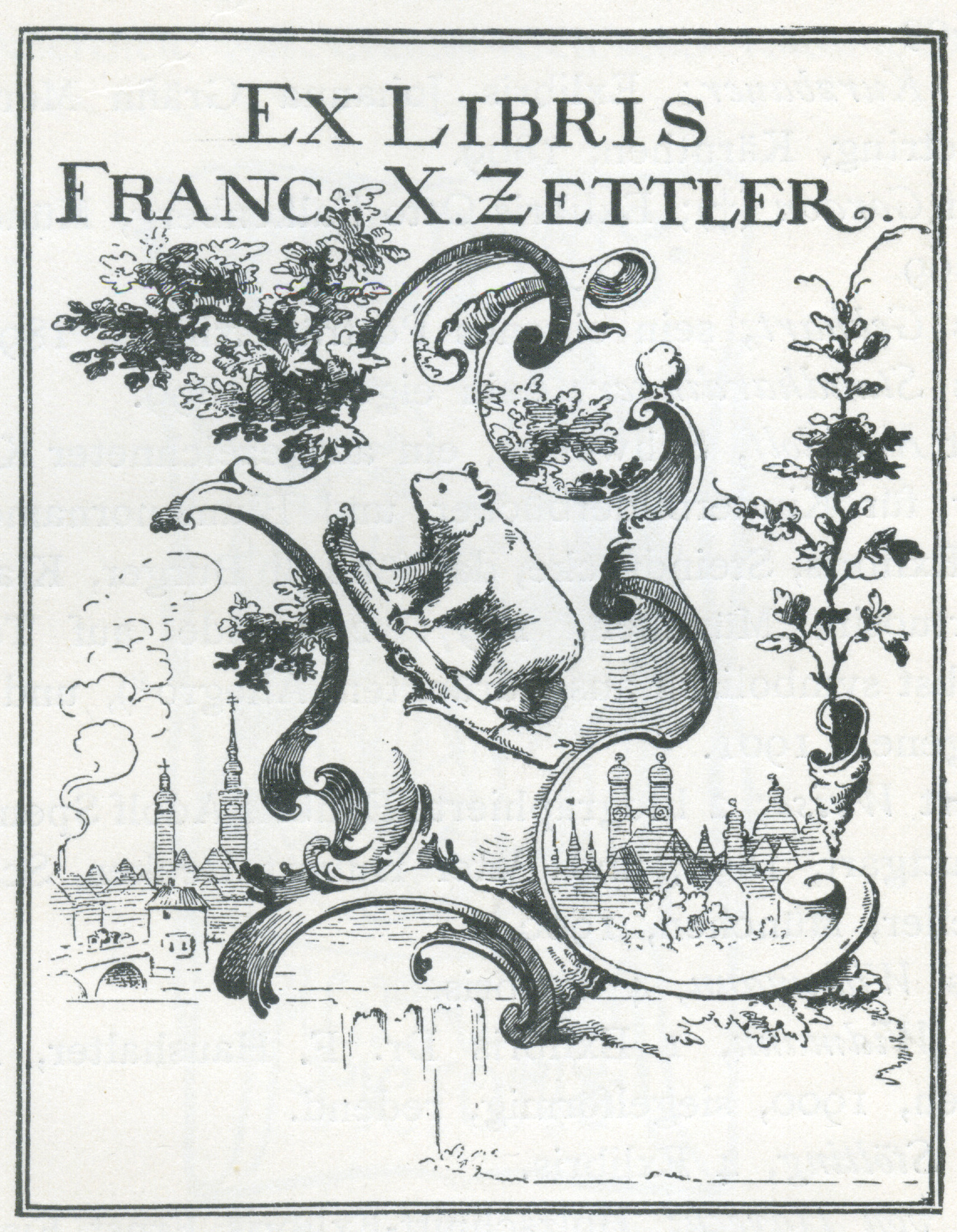
Exlibris von Franz Xaver Zettler, gestaltet von August Pacher (1890)

Franz Xaver Zettler (* 21. August 1841 in München, Königreich Bayern; † 27. März 1916 ebenda) war ein deutscher Zeichner und Glasmaler. 1871 begründete er in München das „Institut für kirchliche Glasmalerei“, das später zur königlichen Hofglasmalerei erhoben wurde. 

## Familie
Zettler war mit Therese Mayer (1843–1905), einer Tochter von Joseph Gabriel Mayer (1808–1883), dem Begründer der Mayer’schen Hofkunstanstalt, verheiratet. Der älteste Sohn
- Franz Zettler (1865–1949) erhielt seine künstlerische Ausbildung bei Carl Johann Becker-Gundahl und Hermann Junker. In dem väterlichen Betrieb erlernte er alle Techniken der Glasmalerei. Zur künstlerischen Weiterbildung unternahm er ausgedehnte Studienreisen und gründete in New York und Rom Zweigstellen des Unternehmens, dessen künstlerische Leitung er 1891 übernahm. Noch zu Lebzeiten seines Vaters wurde ihm 1905 die Unternehmensleitung übertragen. Sein jüngerer Bruder
- Oskar Zettler (* 1873) erhielt seine Ausbildung in Venedig. 1895 trat er in das väterliche Geschäft ein und übernahm die künstlerische Leitung der amerikanischen Filiale. Ab 1905 bis 1929 leitete er das Gesamtunternehmen mit seinem älteren Bruder Franz Zettler. 1930 gründete er eine Zweigstelle in New York, wo er sich 1934 niederließ und auch als Kartonzeichner und Landschaftsmaler tätig war. Sein gleichnamiger Sohn
- Oskar Zettler jun. (1902–1991) wurde künstlerischer Leiter des Münchner Unternehmens.

## Leben
Zettler übte zunächst einen Kaufmannsberuf aus. Wegen seiner großen künstlerischen Neigungen und kunstgeschichtlichem Interesse bildete er sich auf diesen Gebieten. Er wurde Mitarbeiter der Mayer’schen Hofkunstanstalt in München, wo er schon bald zur Leitung des Unternehmens gehörte. Nach Aufhebung der Königlichen Glasmalereianstalt in München machte er sich 1871 selbständig und begründete das „Institut für kirchliche Glasmalerei“. Durch sein Bestreben, die Grundsätze der Blütezeit der mittelalterlichen Glasmalerei wieder anzuwenden, erhielt er zahlreiche Aufträge aus dem In- und Ausland. Wegen des großen künstlerischen und wirtschaftlichen Erfolgs verlieh 1873 der bayerische König Ludwig II. dem Unternehmen den Titel »Königlich bayrische Hofglasmalerei« und verlieh ihm den Michaelsorden. Als weitere Auszeichnungen erhielt er den österreichischen Franz-Joseph-Orden, den preußischen Kronenorden, den italienischen Kronenorden und den Stern von Rumänien.
1909 übernahmen seine Söhne Franz und Oskar Zettler den Betrieb.

## Grabstätte

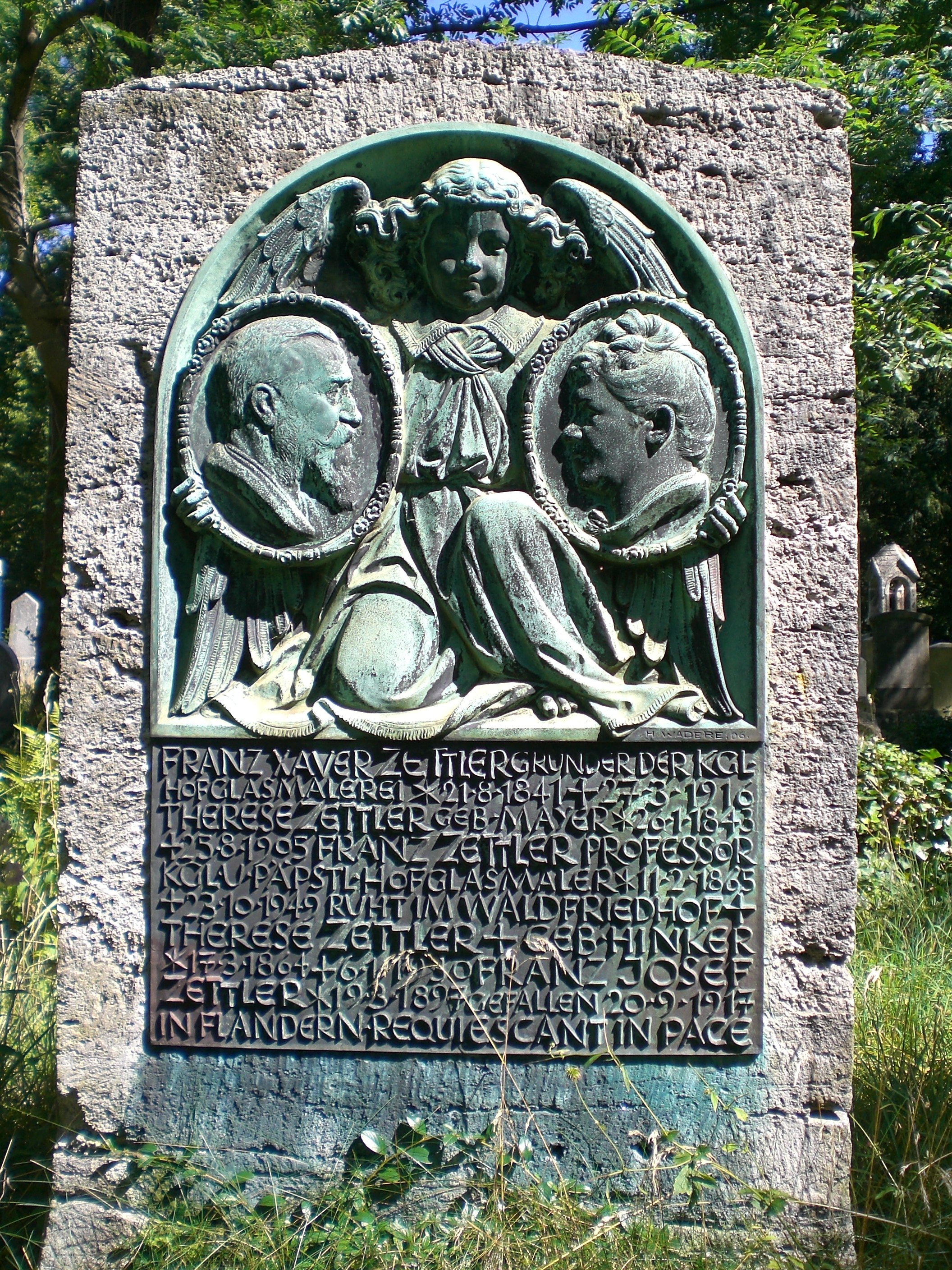
Grab von Franz Zettler auf dem Alten Südlichen Friedhof in München

Die Grabstätte von Zettler befindet sich auf dem Alten Südlichen Friedhof in München (Gräberfeld 14 – Reihe 12 – Platz 38/39).Standort.

## Namensgeber für Straße
Nach Franz Zettler wurde 1956 im Stadtteil Moosach (Stadtbezirk 10 – Moosach) die Zettlerstraße⊙ benannt.

## Werke

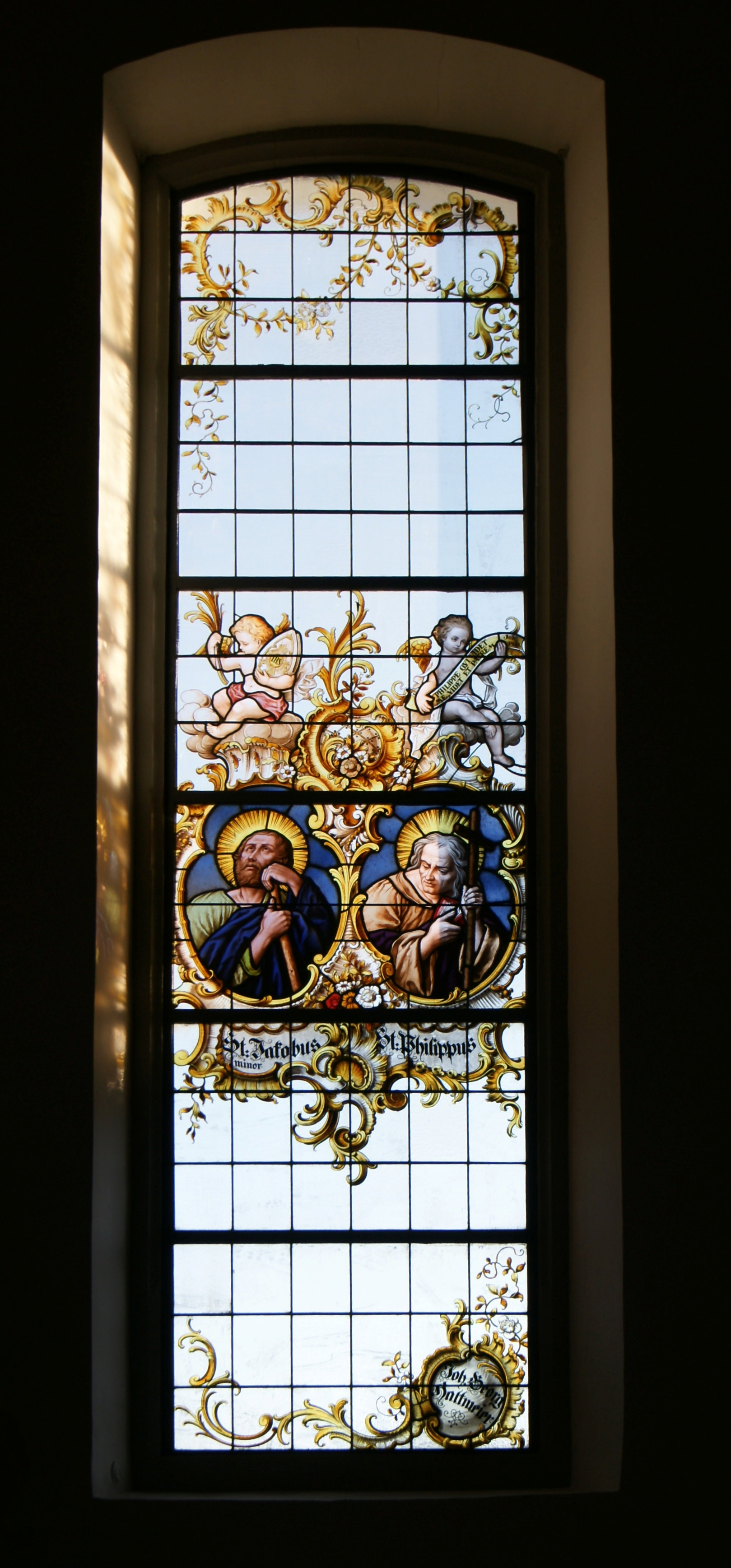
Pfarrkirche St. Martin in Hörbranz. Glasmalereien von der Königlich Bayerischen Hofglasmalerei F. X. Zettler, München 1895

Glasmalereien aus seiner Werkstatt befinden sich u. a. an folgenden Orten:
- Stiftskirche Admont, Chorfenster, 1914
- Bad Rodach, St. Johannis
- Dillingen an der Donau, Kapelle des ehem. Priesterseminars (heute Akademie für Lehrerfortbildung und Personalführung)
- Dingolfing: Stadtpfarrkirche St. Johannes, Chorfenster
- Erlangen: Der Kösener Senioren-Convents-Verband schenkte 1898 dem Corps Onoldia in Erlangen, Mitglied des Erlanger Senioren-Convents, zwei Glasfenster mit den Studentenwappen aller Kösener Corps. Sie wurden von Gustav Adolf Closs entworfen und von Zettler hergestellt.
- Frickenhausen am Main, Katholische Pfarrkirche St. Gallus, mittlere Fenster auf der Süd- und Nordseite, 1919
- Großhartpenning, Mariä Heimsuchung
- Grünmorsbach, St. Johannes Baptist und St. Margareta, Stifterfenster im Chor
- Heideck (Diözese Eichstätt), Stadtpfarrkirche St. Johannes der Täufer, 1920er Jahre,  4 Chorfenster, Medaillon im Barockstil (zwei 1956 ausgelagert und später gestohlen), im Langhaus zwei große Kriegergedächtnisfenster, 6 weitere mit Aposteln (wie in Hörbranz) projektiert und wegen der Weltwirtschaftskrise nicht ausgeführt
- Helena (Montana), 59-teiliger Bildfensterzyklus in der Cathedral of Saint Helena (1920er Jahre)
- Marmoutier, Abteikirche
- Niederhannsdorf, vormals Grafschaft Glatz, Pfarrkirche Johannes der Täufer[2]
- Oberherrlingen (Stadtteil von Blaustein bei Ulm), Maria-Hilf-Kapelle
- Oberndorf am Lech, St. Nikolaus
- Schloss Peleș
- Rottweil, Heilig Kreuz Münster (Helena- und Herakliusfenster im Südschiff, 1913)[3]
- Stockholm, Deutsche Kirche
- Tutzing, Schlosskapelle
- Ulm, St. Georg
- Uttenweiler-Dieterskirch, Katholische Pfarrkirche St. Ursula, Chorfenster, 1900/01
- Vaals, St. Paulus-Kerk
- Wachstedt, Pfarrkirche St. Michael
- Warrington (Neuseeland), St. Barnabas
- Weyersheim, St. Michael

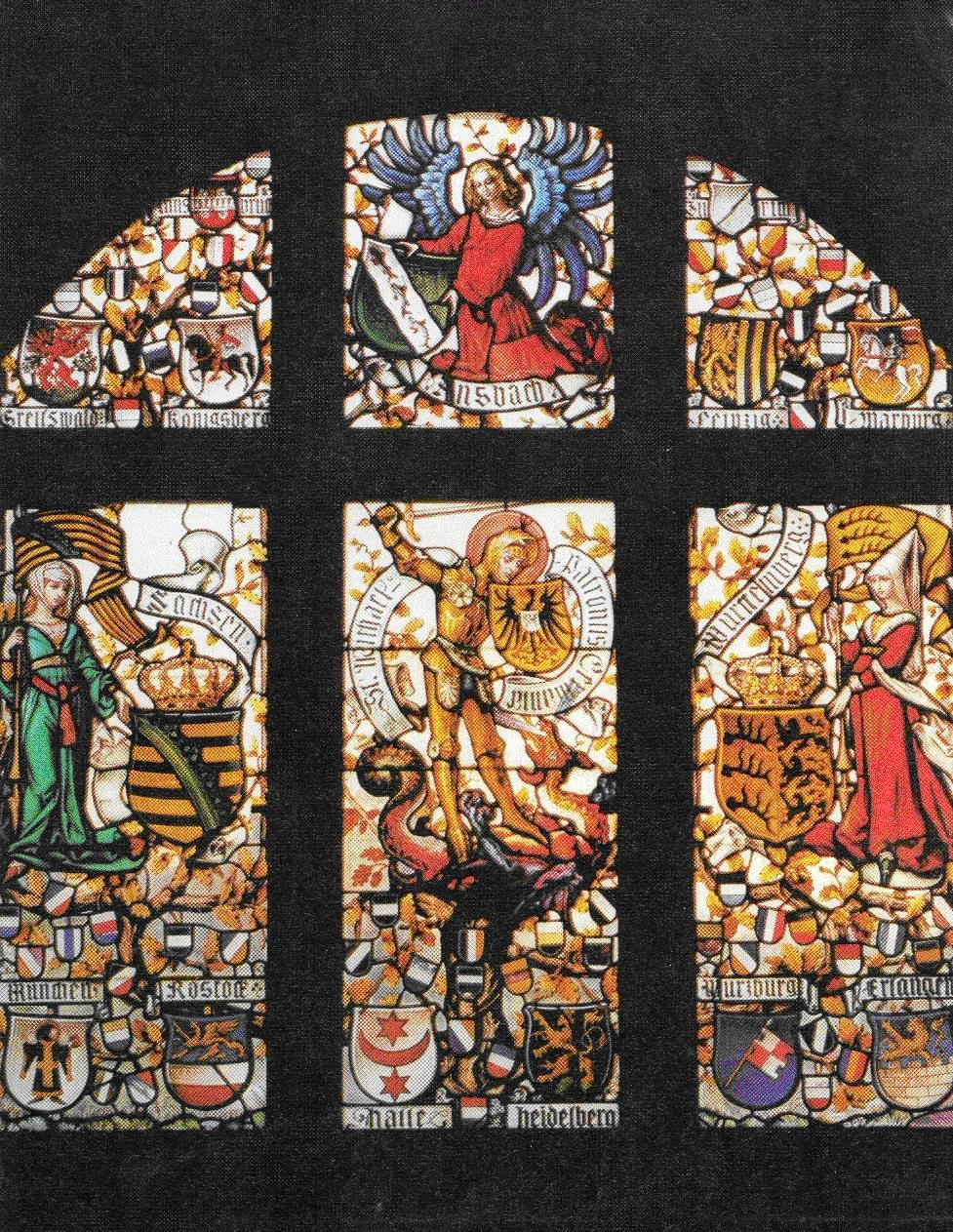
1. Kösener Fenster
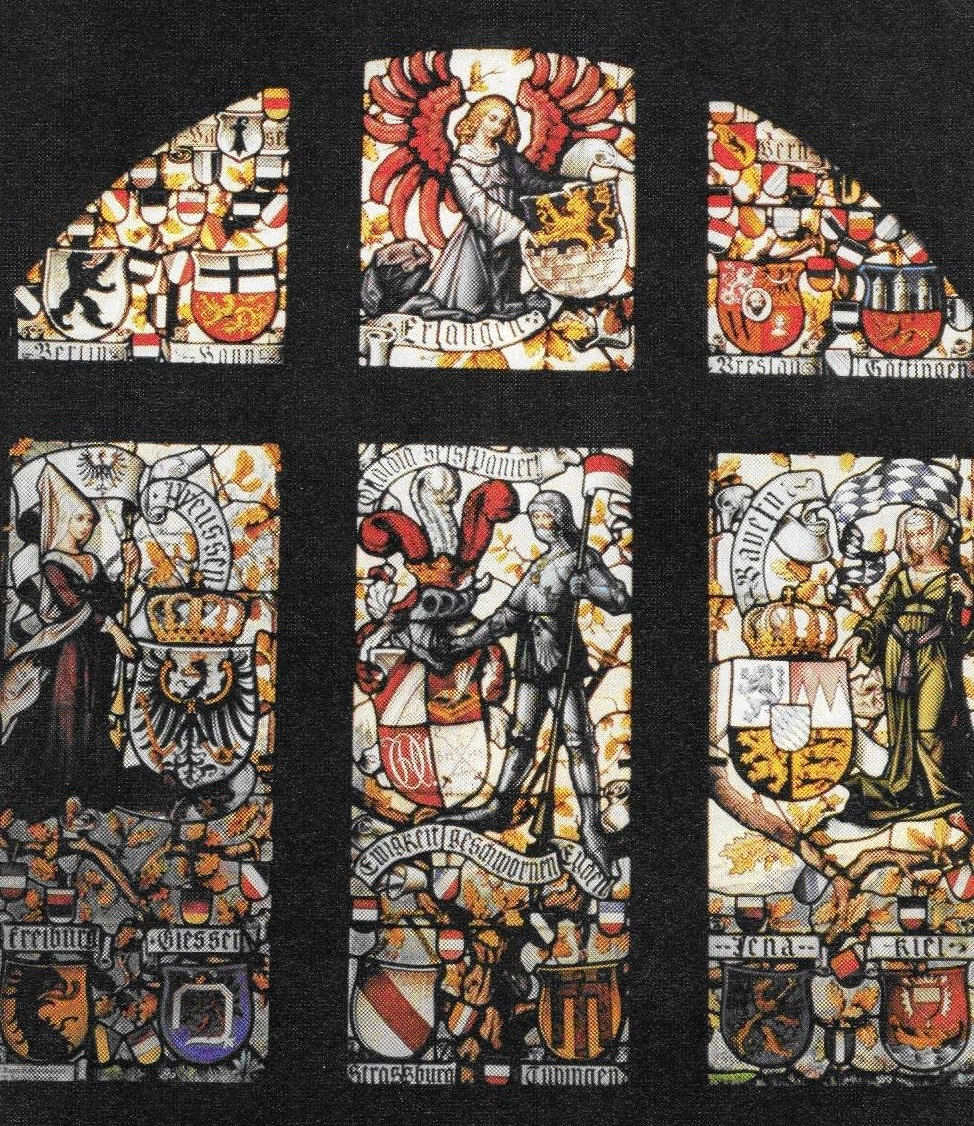
2. Kösener Fenster
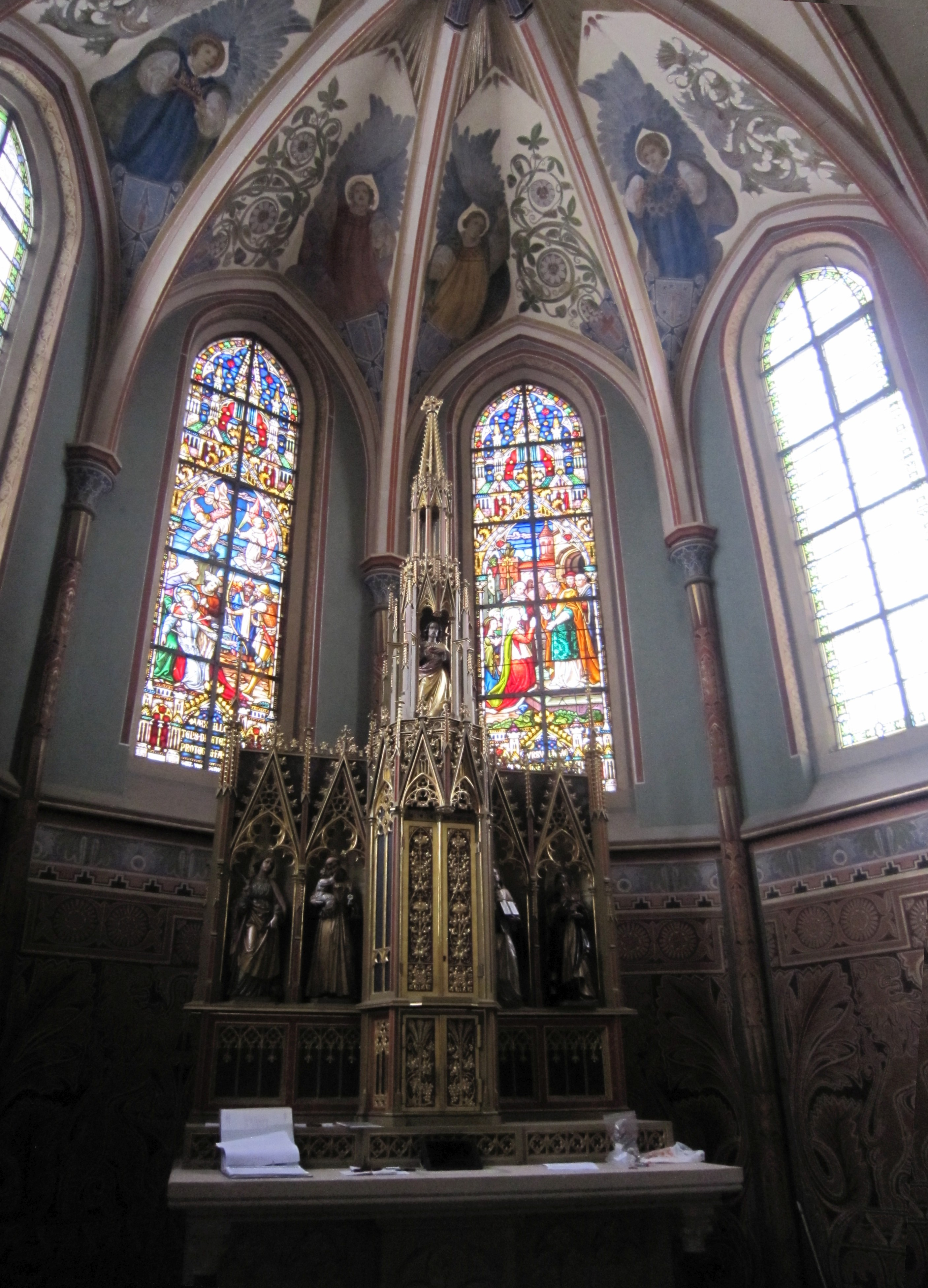
St. Ursula in Dieterskirch, Chorfenster, 2018
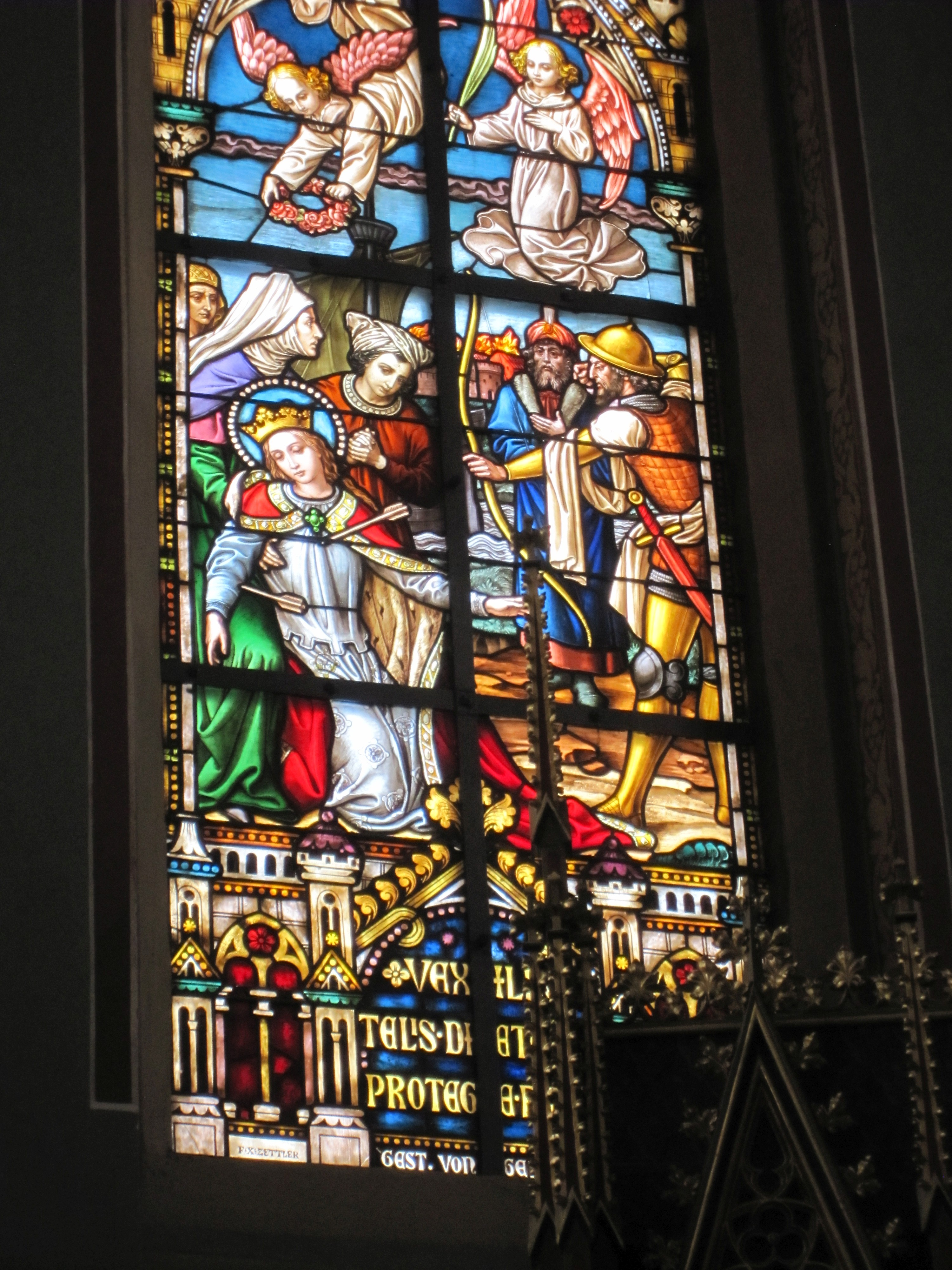
St. Ursula Dieterskirch, Chorfenster Nord

## Veröffentlichungen
- mit Leonhard Enzler, Jakob Stockbauer (Hrsg.): Ausgewählte Kunstwerke aus dem Schatze der reichen Kapelle in der königlichen alten Residenz zu München. 2 Bände, München 1874–1876.
- Programm der Königlich Bayerischen Hofglasmalerei-Anstalt F. X. Zettler in München. München 1878.
- Die hervorragendsten Glasgemälde im königlich rumänischen Schlosse Castel Pelesch zu Sinaia. Auf allerhöchsten Befehl Sr. Majestät des Königs Carol I. von Rumänien ausgeführt in der Königlich Bayerischen Hofglasmalerei-Anstalt von F. X. Zettler zu München. München 1887.
- Die Königlich Bayerische Hofglasmalerei von F. X. Zettler in München und ihre Werke. Wild, München 1888.